# Rhytidoponera celtinodis
Rhytidoponera celtinodis är en myrart som beskrevs av Wilson 1958. Rhytidoponera celtinodis ingår i släktet Rhytidoponera och familjen myror. Inga underarter finns listade i Catalogue of Life.

## Bildgalleri

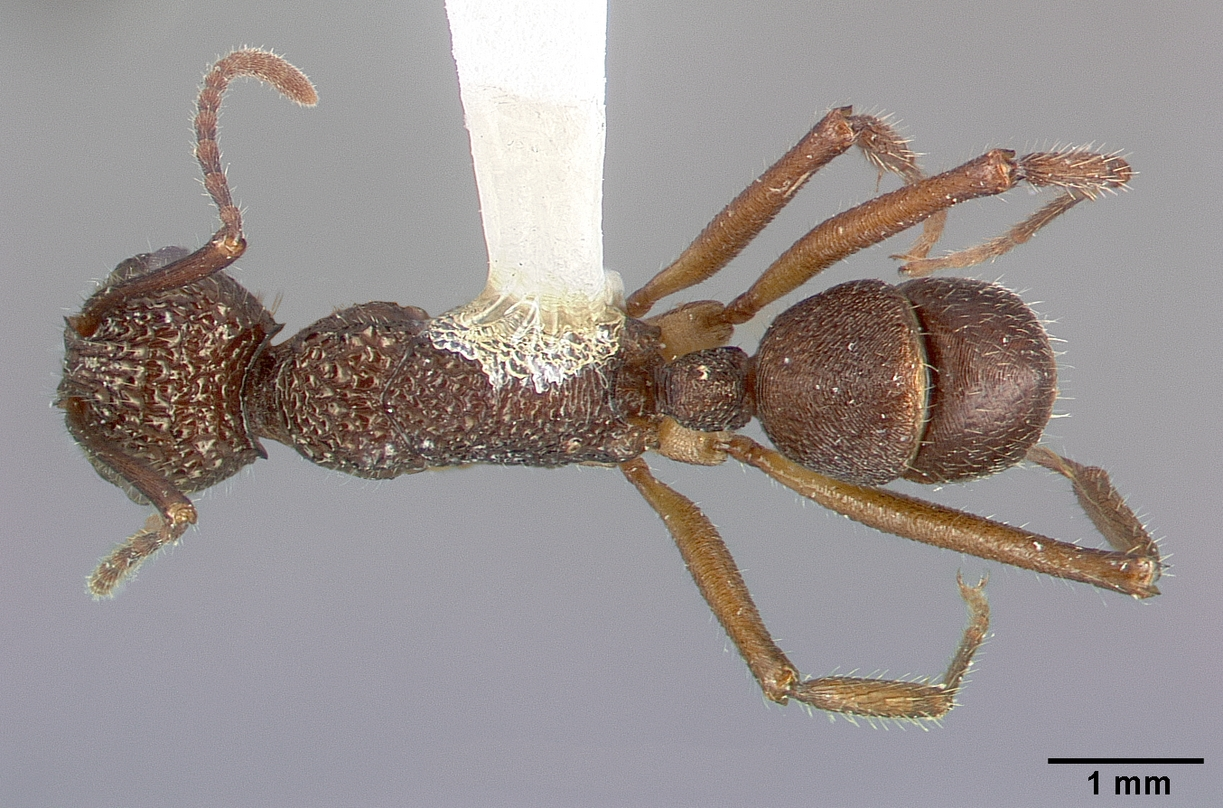
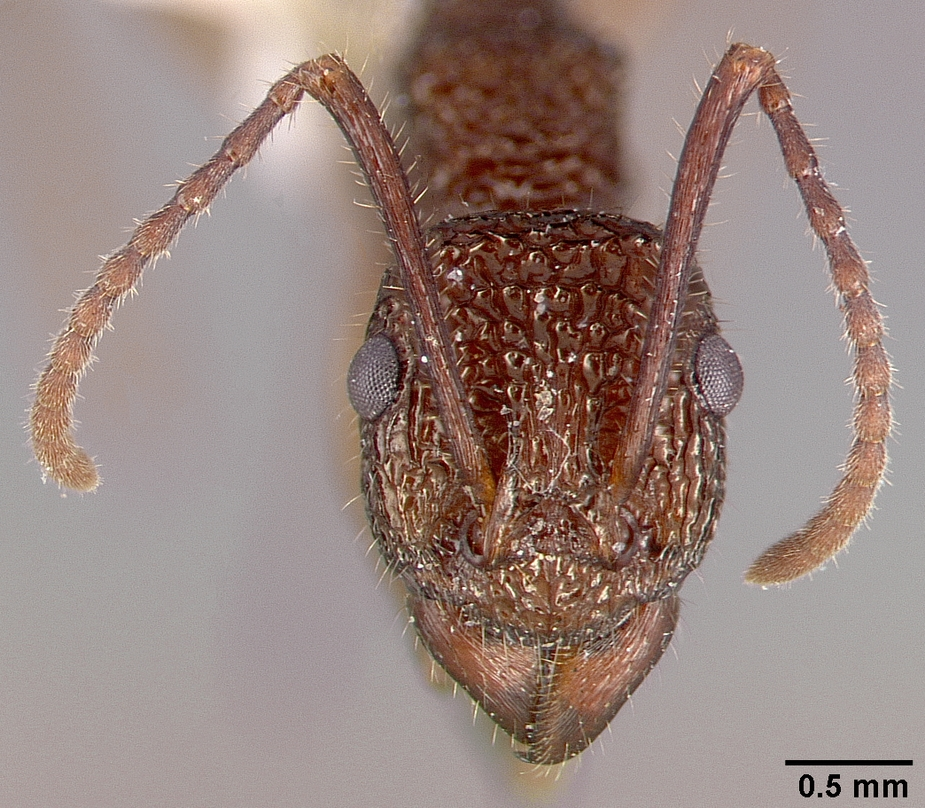
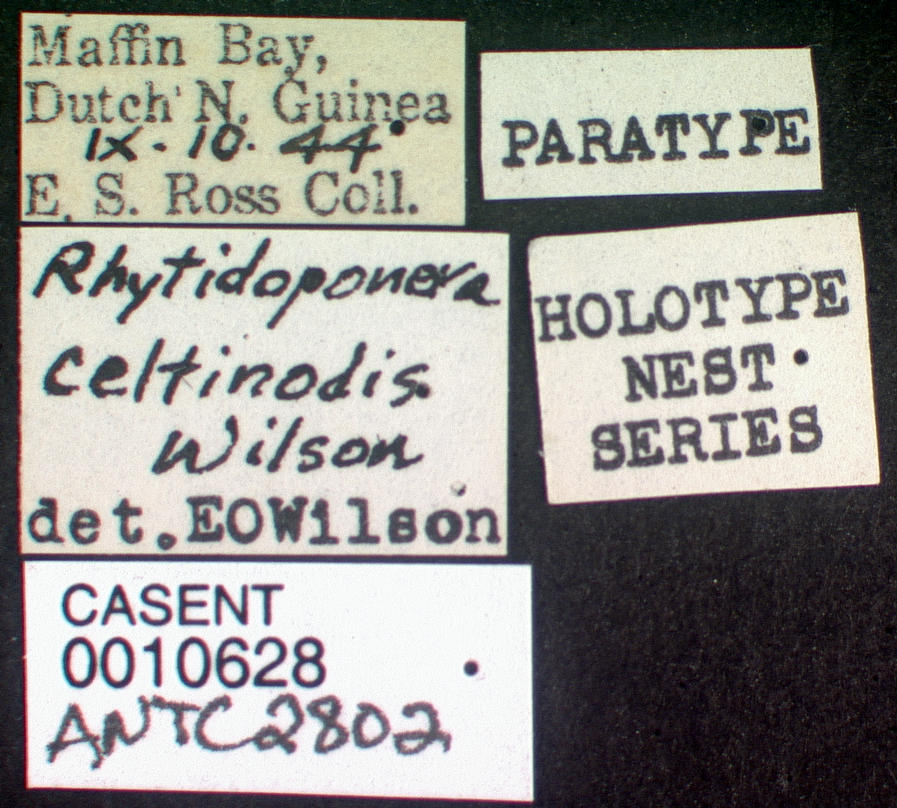
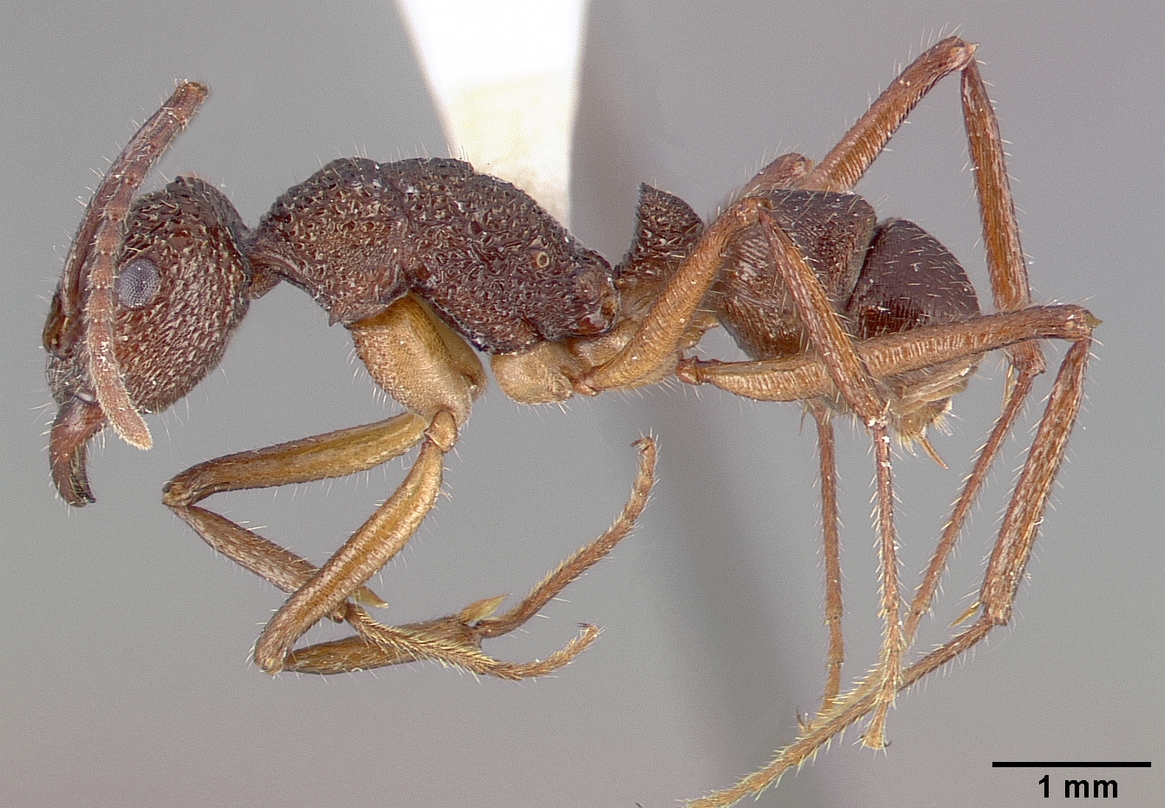
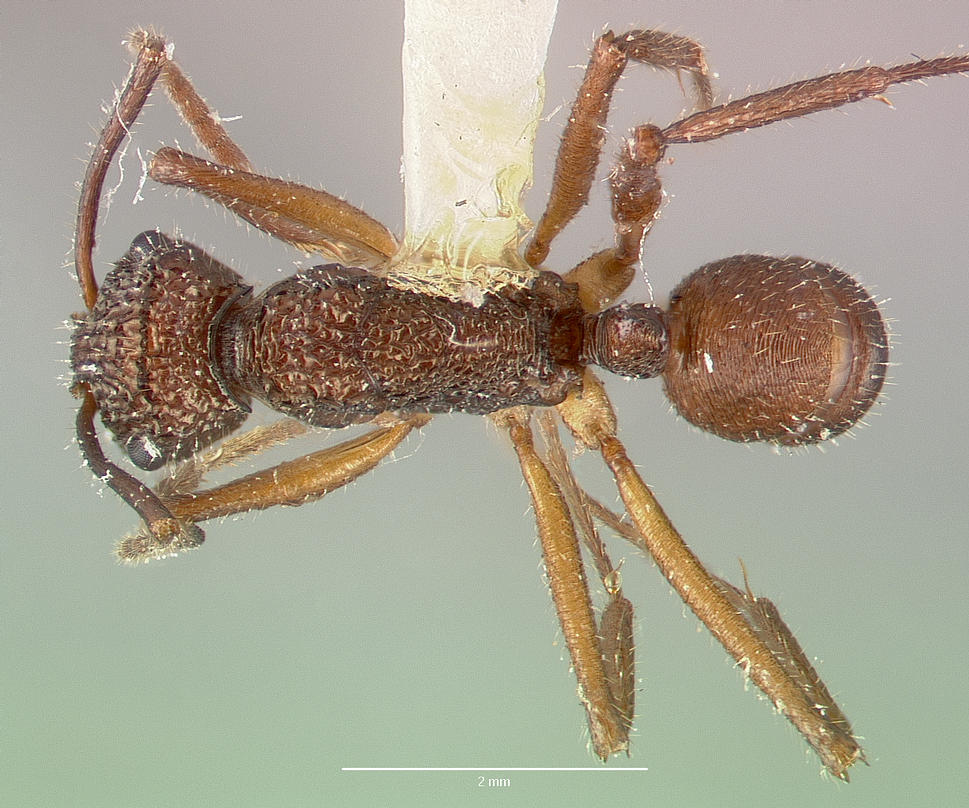
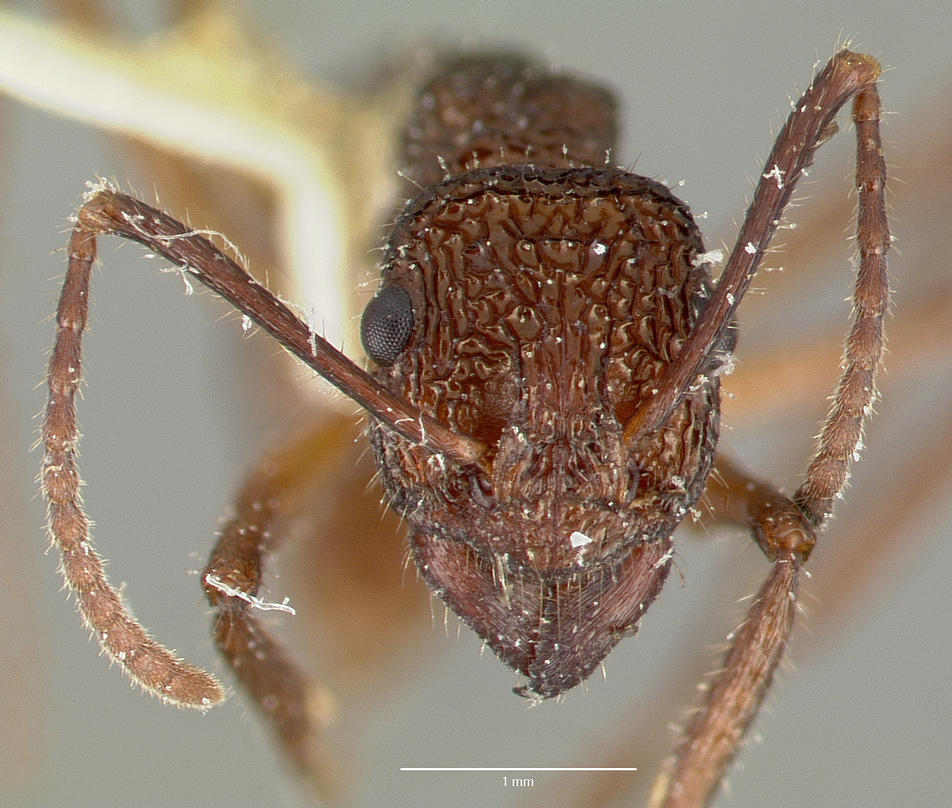